# Корма (Березинський район)
Корма (біл. вёска Корма) — село в складі Березинського району Мінської області, Білорусь. Село підпорядковане Погостівській сільській раді, розташоване в східній частині області.